# Elizabeth Moon
Susan Elizabeth Norris Moon, conocida como Elizabeth Moon (McAllen, Texas, 7 de marzo de 1945) es una escritora estadounidense especializada en literatura fantástica y de ciencia ficción.

## Biografía
Elisabeth Moon se licenció en Historia en la Rice University de Houston en 1968. Tras eso, pasó tres años en el Cuerpo de Marines de los Estados Unidos, de 1968 a 1971, donde principalmente trabajó con computadoras. Durante el primer año de su estancia en los marines se casó con Richard Moon, médico.
Se licenció en Biología por la Universidad de Texas, Austin, en 1975 y obtuvo su doctorado dos años después.
Entre 1979 y 1993 el matrimonio trabajó en un centro médico rural en Texas. Elizabeth desempleó una variedad de trabajos, siendo el principal de ellos como profesora particular de matemáticas y ciencias.
En 1983 adoptaron a su hijo Michael, un muchacho con autismo. Actualmente vive en Florence, Texas.

## Obra
Según sus palabras, su primer intento de libro fue una biografía familiar de su perro, a la edad de seis años, de calidad dudosa.
Empezó a escribir profesionalmente como columnista para periódicos y su primer relato de ficción fue ABCs in Zero-G, publicado en 1986 en la revista Analog. Su primera novela, The Sheepfarmer's Daughter (1988), fue el inicio de una trilogía de fantasía épica (Deed of Paksenarrion) de gran éxito, y también el comienzo de la pasión de Moon por la sagas.
En 1990, junto con Anne McCaffrey colaboró en la creación de una nueva serie (Planet Pirates) y en 1993 inició una serie de ópera espacial protagonizada por la capitana Heris Serrano y su empleadora lady Cecilia de Martos. Se trataba de un declarado intento por ridiculizar los estereotipos machistas que suelen aparecer en este género. La serie, conocida bajo el nombre de Serrano Legacy, está formada por ocho novelas escritas entre 1993 y 2000 y obtuvo también un notable éxito de ventas.
En 2003 comenzó la saga de La guerra de Vatta, compuesta por cinco novelas hasta el momento, en las cuales el protagonismo también es llevado por una figura femenina, Vatta. Esta aproximación de la ciencia ficción a los roles femeninos ha sido una constante dentro de la literatura de Moon y uno de sus principales objetivos.
Al margen de este intenso trabajo en sagas femeninas, Elizabeth Moon ha escrito también un dos de novelas de temática y calidad, siempre con protagonistas poca habituales en el género. En Restos de población la protagonista es Ofelia, una anciana de setenta años y en La velocidad de la oscuridad, Lou Arrendale es un joven con síndrome de Asperger y con dificultades para comprender el mundo que nosotros consideramos "normal", una novela que ha sido frecuentemente comparada con Flores para Algernon de Daniel Keyes.

### Novelas de ciencia ficción
- Sassinak (Planet Pirates)(con Anne McCaffrey) (1990)
- Generation Warriors (Planet Pirates) (con Anne McCaffrey) (1991)
- Hunting Party (Serrano Legacy) (1993)
- Sporting Chance (Serrano Legacy) (1994)
- Winning Colours (Serrano Legacy) (1995)
- Once a Hero (Serrano Legacy) (1995)
- Restos de población (1996)
- Rules of Engagement (Serrano Legacy) (1998)
- Change of Command (Serrano Legacy) (1999)
- Against the Odds (Serrano Legacy)(2000)
- La velocidad de la oscuridad (2002)
- Trading in Danger (La guerra de Vatta) (2003)
- Marque and Reprisal (La guerra de Vatta) (2004)
- Engaging the Enemy (La guerra de Vatta) (2006)
- Command Decision (La guerra de Vatta) (2007)
- Victory Conditions (La guerra de Vatta) (2008)

### Antologías
- Lunar Activity (1990)
- Phases (1997)
- Moon Flights (2007)

### Novelas de fantasía
- The Sheepfarmer's Daughter (Deed of Paksenarrion) (1988)
- Divided Allegiance (Deed of Paksenarrion) (1988)
- Oath of Gold (Deed of Paksenarrion) (1988)
- Surrender None (Legacy of Gird) (1990)
- Liar's Oath (Legacy of Gird) (1992)

## Premios

### Obtenidos
- 2003: Premio Nébula de novela por La velocidad de la oscuridad
- 2007: Premio Robert A. Heinlein por sus destacadas obras de ciencia ficción dura.

### Finalista
- 1997: Premio Hugo de novela por Restos de población
- 2003: Premio Arthur C. Clarke por La velocidad de la oscuridad
- 2005: Premio Prometheus por Marque and Reprisal